# AB Sappa
AB Sappa är ett svenskt telekombolag grundat i Göteborg[källa behövs] och har varit verksamt sedan 1994. Företaget är en av fem nationellt täckande operatörer med TV-programrättigheter och bredbandstjänster i Sverige.[källa behövs]

## Verksamhet och tjänster
AB Sappa levererar telekomtjänster till hushåll utspridda över Sverige. Kundbasen inkluderar nätägare, fiberföreningar, fastighetsägare, bostadsrättsföreningar, företag och privatpersoner. Sappas produktutbud omfattar kabel-TV, bredband och streamingtjänster.
Sappa ingår i koncernen Sappa Holding AB, som består av flera bolag inom telekombranschen, bland annat Omsorgsportalen, Svenska Cantab, Bitcom, Seths Fiber & Telekom AB och Seths Open Network. Koncernen ägs av Pamica Group AB, en svensk industrikoncern med global verksamhet.